# يوحنا السادس قانتاقوزن
يوحنا السادس قانتاقوزن أو قانتاقيزن أو قانتاقوزين (بالإنجليزية: John VI Kantakouzenos)‏، (باليونانية: Ἰωάννης ΣΤʹ Καντακουζηνός, Iōannēs ST′ Kantakouzēnos)‏، (باللاتينية: Johannes Cantacuzenus) (ولد في حوالي 1292 - توفي في 15 يونيو 1383) كان نبيل يوناني ورجل دولة وجنرال. شغل منصب جراند دموستيك [الإنجليزية] في ظل أندرونيكوس الثالث باليولوج وحاكم تحت يوحنا الخامس باليولوج قبل أن يصبح الإمبراطور البيزنطي من 1347 إلى 1354. عُزل من قبل الإمبراطور السابق، تقاعد إلى دير تحت اسم يواساف كريستودولوس وأمضى ما تبقى من حياته كراهب ومؤرخ.

## روابط خارجية
- يوحنا السادس قانتاقوزن على موقع الموسوعة البريطانية (الإنجليزية)